# Spidercam

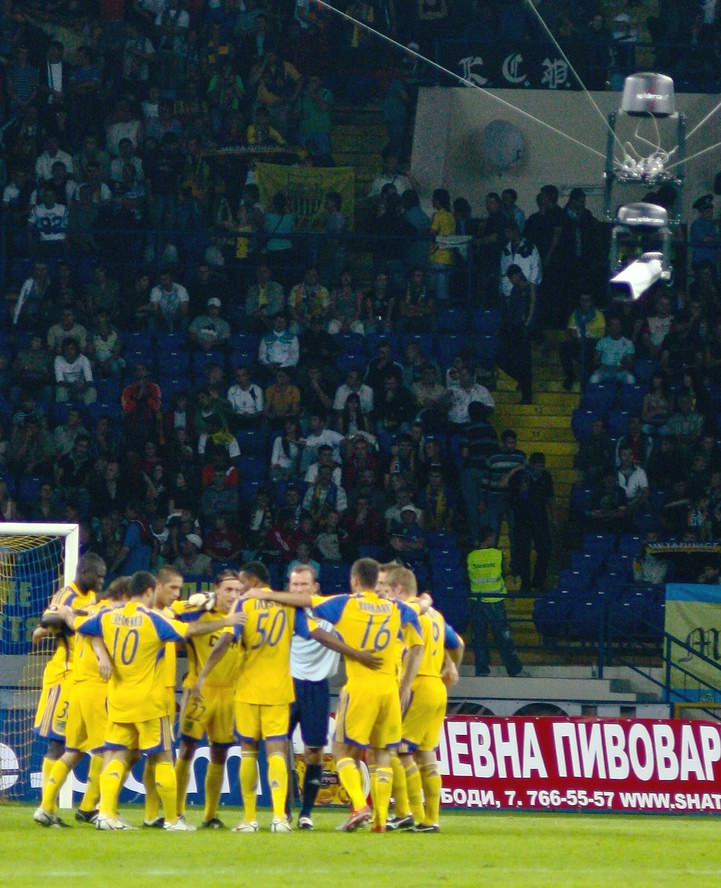
Spidercam trong một trận đấu bóng đá

Spidercam là công nghệ thu hình ảnh sử dụng một máy quay di động bằng hệ thống cáp có khả năng truyền tín hiệu từ máy quay về hệ thống máy chủ, thường được dùng trong các trận đấu thể thao. Công nghệ này xuất hiện lần đầu tại Hoa Kỳ vào năm 1984.